# 정대년 신도비
정대년 신도비(鄭大年 神道碑)는 대한민국 경기도 여주시에 있는 조선시대의 신도비이다. 1993년 6월 3일 경기도의 유형문화재 제148호로 지정되었다.

## 개요
신도비란 임금이나 고관의 평생업적을 기록하여 그의 무덤 남동쪽에 세워두는 것으로, 이 비는 조선 전기의 문신인 사암 정대년(1507∼1578) 선생의 공적을 기리고 있다.
정대년은 중종 27년(1532) 문과에 장원으로 급제한 뒤 여러 관직을 두루 역임하였다. 선조 11년(1578) 이조판서가 되었다가 우의정에 임명되었으나 이를 사양하고 관직에서 물러났다.
비는 네모난 받침돌 위에 비몸을 세우고 머릿돌을 얹은 모습이다. 받침돌에는 영지무늬와 연꽃무늬를 새겼으며, 머릿돌에는 용과 구름무늬를 빈틈없이 조각하였다. 비문에는 정대년의 성장과정과 관직생활, 그리고 간소한 생활 등이 적혀 있으며 부인의 집안과 성품, 자손들에 대해서도 기록하고 있다.
손자 정호가 영의정 노수신이 지은 비문을 새기려 하였다가 임진왜란으로 실행치 못한 것을, 뒤에 병조참판 오준의 글씨와 홍문관부제학(왕의 자문기관인 홍문관의 정 3품 벼슬) 김광현이 쓴 비명칭을 받아서 증손인 양우·양필 형제가 세웠다. 비 뒷면에는 이러한 사실과 자손 170명의 명단을 충청도관찰사 정양필이 적어, 예조정랑(예조의 정 5품 벼슬) 유시영이 글씨를 썼다.

## 같이 보기
- 정대년

## 참고 문헌
- 정대년신도비 - 국가유산청 국가유산포털